# Chýlava
Chýlava (též Chejlava) je potok v okrese Rokycany, pravostranný přítok Holoubkovského potoka. Plocha povodí Chýlavy měří 10,1 km².

## Průběh toku
Pramení na kraji lesa pod Sirskou horou, východně od vsi Těškov v nadmořské výšce zhruba 516 m. Pokračuje jihozápadním směrem do přírodního parku Radeč, kde začíná meandrovat. Podtéká dálnici D5 a kolem vrchu Vydřiduch se stáčí k jihu až jihovýchodu. Nedaleko přírodní památky Zavírka se vlévá ve výšce 394 m n. m. do Holoubkovského potoka.